# Retronecina
La retronecina è un alcaloide pirrolizidinico presente in piante appartenenti al genere Senecio.